# Кубок Уго Агостони 2023
76-й выпуск Кубка Уго Агостони — шоссейной однодневной велогонки по дорогам Италии в окрестностях города Лиссоне, открывающая Ломбардскую тройку. Гонка прошла 28 сентября 2023 года в рамках Европейского тура UCI 2023 (категория 1.1). Победу одержал итальянский велогонщик Давиде Формоло.

## Участники
В гонке приняли участие 20 команд, и них 9 команд категории UCI WorldTeam. Стартовый список составляет 138 велогонщиков.
| UCI WorldTeams (9)- Astana Qazaqstan Team - Alpecin-Deceuninck - AG2R Citroën Team - UAE Team Emirates - Cofidis - Movistar Team - Arkéa-Samsic - Team DSM-Firmenich - Team Jayco AlUla UCI ProTeams (6)- Bingoal WB - Eolo-Kometa - Team Corratec-Selle Italia - Green Project-Bardiani CSF-Faizanè - Q36.5 Pro Cycling Team - TotalEnergies UCI Continental Teams (5)- Biesse-Carrera - D'Amico UM Tools - GW Shimano-Sidermec - MG.K Vis Colors For Peace - Sias Rime |
| |

## Маршрут
Трасса не изменилась по сравнению с прошлым годом, с «нервной» концовкой, призванной способствовать успеху любых отрывов и открыть подиум Агостони для специалистов по однодневным гонкам. Перепад высот составляет 2900 метров на протяжении 195,7 километра. Ряд модификаций, которые сделали маршрут еще более безопасным для велогонщиков: места, где были «лежачие полицейские» для автомобилей, фактически были устранены.
Гонка пройдет через центр Лиссоне только в начале и в конце, в то время как основные события пройдут на трассе вокруг Лиссоло, где нужно проехать четыре круга. Каждый круг трассы составляет 24 километра и имеет значительные неровности, в том числе населённые пункты Сиртори, Колле Брианца и Лиссоло, и чистое восхождение на высоту 1836 метров.

## Ход гонки
За 50 километров до финиша сформировалась группа отрыва. Примерно за 11 километров до финиша из этой группы ушёл в отрыв Давиде Формоло, который смог удержать преимущество до финиша.

## Результаты
| \| Генеральная классификация \| Генеральная классификация \| Генеральная классификация \| Генеральная классификация \| Генеральная классификация \| \| Гонщик \| Гонщик \| Команда \| Время \| \| \| ------------------------- \| ------------------------- \| ------------------------- \| ------------------------- \| ------------------------- \| \| 1-й \| Давиде Формоло \| UAE Team Emirates \| 4ч 44' 23 \| \| \| 2-й \| Марк Хирши \| UAE Team Emirates \| + 32 \| \| \| 3-й \| Виктор Лафей \| Cofidis \| + 51 \| \| \| 4-й \| Уоррен Баргиль \| Arkéa-Samsic \| + 51 \| \| \| 5-й \| Крис Харпер \| Team Jayco AlUla \| + 51 \| \| \| 6-й \| Диего Улисси \| UAE Team Emirates \| + 1' 31 \| \| \| 7-й \| Иван Гарсия Кортина \| Movistar Team \| + 3' 28 \| \| \| 8-й \| Винченцо Альбанезе \| Eolo-Kometa \| + 3' 28 \| \| \| 9-й \| Сьёрд Бакс \| UAE Team Emirates \| + 3' 28 \| \| \| 10-й \| Alessandro Verre \| Arkéa-Samsic \| + 3' 28 \| \| |                     |                   |           |
| |                     |                   |           |
| Источник: ProCyclingStats |                     |                   |           |
| Генеральная классификация |                     |                   |           |
| Гонщик | Гонщик              | Команда           | Время     |
| 1-й | Давиде Формоло      | UAE Team Emirates | 4ч 44' 23 |
| 2-й | Марк Хирши          | UAE Team Emirates | + 32      |
| 3-й | Виктор Лафей        | Cofidis           | + 51      |
| 4-й | Уоррен Баргиль      | Arkéa-Samsic      | + 51      |
| 5-й | Крис Харпер         | Team Jayco AlUla  | + 51      |
| 6-й | Диего Улисси        | UAE Team Emirates | + 1' 31   |
| 7-й | Иван Гарсия Кортина | Movistar Team     | + 3' 28   |
| 8-й | Винченцо Альбанезе  | Eolo-Kometa       | + 3' 28   |
| 9-й | Сьёрд Бакс          | UAE Team Emirates | + 3' 28   |
| 10-й | Alessandro Verre    | Arkéa-Samsic      | + 3' 28   |